# The Bangville Police
The Bangville Police is een Amerikaanse stomme film uit 1913, geregisseerd door Henry Lehrman. Deze korte film betekende de doorbraak voor The Keystone Cops die in 1912 de eerste maal in de film Hoffmeyer's Legacy te zien waren.

## Verhaal
Een boer en zijn dochter (Mabel Normand) bevinden zich in de schuur waar de koe op punt staat te kalveren. Later, alleen thuis, hoort de dochter geluiden in de schuur en belt de politie, terwijl ze zich barricadeert op haar kamer. De ouders die terug thuiskomen moeten de deur inbeuken om binnen te geraken en het meisje denkt dat het inbrekers zijn. Inmiddels is een rokende politieauto met een groep agenten (The Keystone Cops) gearriveerd. Nadat alle misverstanden opgelost zijn, vinden ze in de schuur de koe met haar pasgeboren kalf.

## Rolverdeling
| Acteur         | Personage     |
| -------------- | ------------- |
| Fred Mace      | Politiechef   |
| Mabel Normand  | boerendochter |
| Nick Cogley    | vader         |
| Dot Farley     | moeder        |
| Betty Schade   |               |
| Raymond Hatton | politieagent  |
| Edgar Kennedy  | politieagent  |
| Hank Mann      | politieagent  |
| Ford Sterling  | politieagent  |
| Al St. John    | politieagent  |